# Agent de prévention et de sécurité
L'agent de sécurité a pour fonction d’assurer la sécurité des biens et des personnes.

## Description
Son travail consiste principalement en des missions d’accueil et de contrôle d’accès, de ronde de surveillance, de contrôle du respect des consignes de sécurité du site, d’intervention de première urgence, d’alerte et de guidage des équipes de secours, de rédaction des rapports d’événements ou d’activité. 
L'agent de sécurité peut être spécialisé dans plusieurs domaines, notamment dans les domaines aéroportuaire, cynophile, de surveillance humaine, de transport de fonds mais ne se limite pas uniquement à ces domaines.
Il participe à un travail de surveillance dans les établissements recevant du public dont l'activité essentielle est la vente, en vue d'éviter les vols, les attentats et les actes de malveillance. Il exerce une mission de contrôle effectuée au niveau des accès du magasin et des terminaux de paiement, ainsi qu'une mission de surveillance préventive des vols qu'il effectue au niveau de la surface de vente.
En France, les agents de sécurité sont dirigés par un supérieur hiérarchique direct, un chef de poste, qui par son pouvoir hiérarchique, dirige son équipe, dispose d’un champ d’action pour certaines décisions, peut donner un ordre direct et à court terme, dispose de certaines habilitations, contrôle son équipe, écrit des notes de service, des consignes, des communiqués, etc. Il est le chef de la prestation et en assure le bon fonctionnement.
Il est généralement aussi l’intermédiaire entre sa société de sécurité et le client.
Il peut, sous certaines conditions, sanctionner un membre de son équipe.
Les rémunérations dans ce domaine sont variées.
Tout dépend du statut : agent, chef de poste, chef de site, responsable secteur, responsable d’agence, directeur de société, etc.
Différentes primes peuvent s’ajouter au salaire de base.

## Accès à la profession

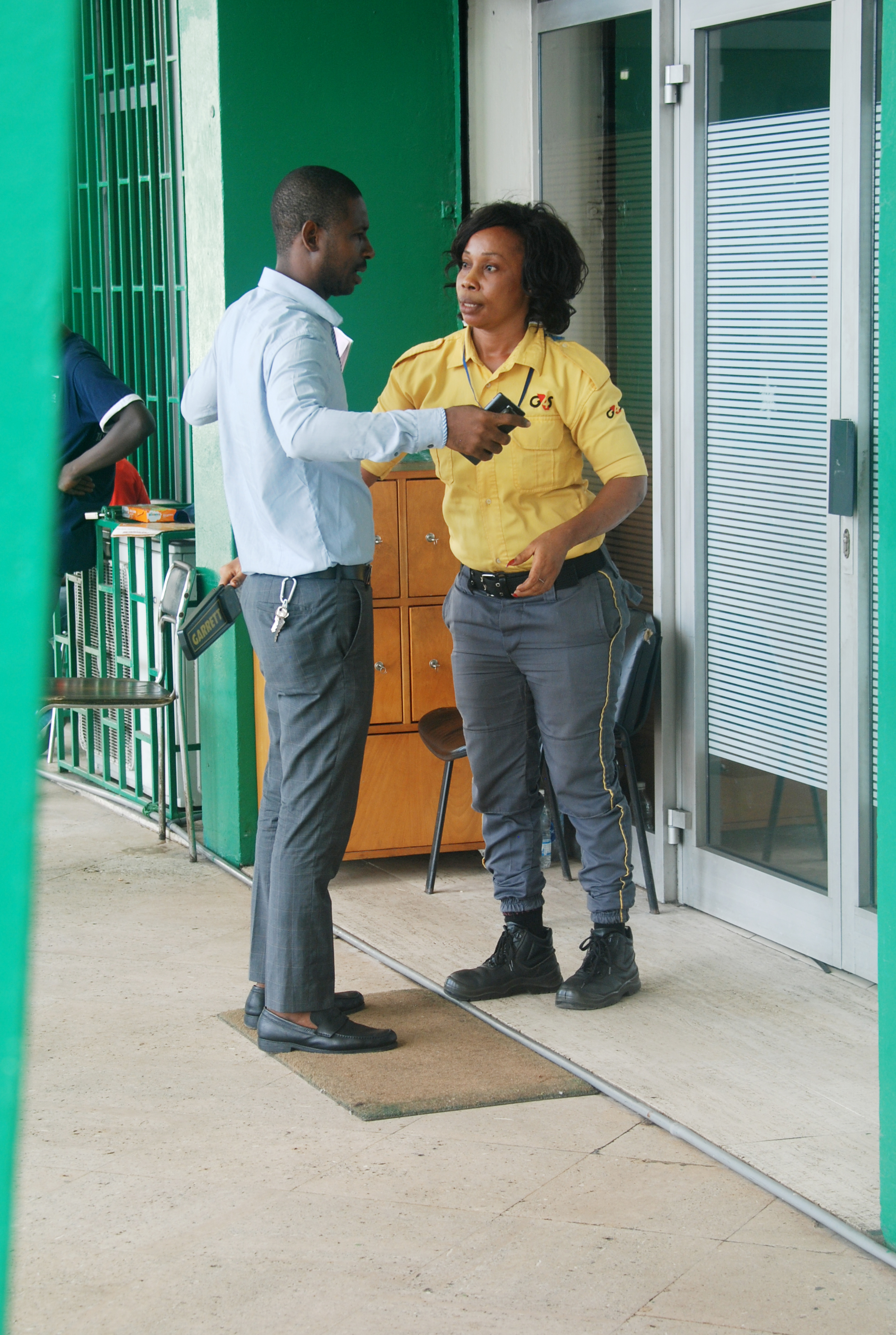
Une femme agent de sécurité en Côte d'Ivoire.

### En France
En France, le secteur de la sécurité privée est depuis le 1er janvier 2012, sous le contrôle du Conseil national des activités privées de sécurité (CNAPS). Cet établissement public sous la tutelle du ministère de l'Intérieur, est chargé de la régulation de l’accès à la profession et du contrôle de celle-ci.
Plusieurs formations permettent d'obtenir la délivrance de la carte professionnelle délivrée par CNAPS, nécessaire pour exercer ce métier. Il peut s'agir de formations initiales inscrites au RNCP, le TFP-APS (Titre à Finalité Professionnelle d'Agent de Prévention et de Sécurité) remplaçant l’ex-CQP-APS (certificat de qualification professionnelle d'agent de prévention et de sécurité) formation de 175h (article L612-22 du CSI) ou encore d'une attestation d'aptitude professionnelle (fournie par l'employeur, loi no 83-629 du 12 juillet 1983) équivalent du CQP-APS. Des diplômes plus long comme le CAP Agent de sécurité (2 ans) ou le Baccalauréat professionnel Métiers de la sécurité (3 ans), permettent la délivrance de la carte professionnelle également. Les lauréats d’un bac pro métiers de la sécurité peuvent accéder à des études supérieures dans ce domaine en préparant un BTS MOS. Les formations dans ce domaine existent jusqu’au Master.
Les dirigeants, les personnes exerçant à titre individuel (travailleurs indépendants), ne peuvent exercer leur activité dans la sécurité privée que s’ils possèdent le CQP-APS Dirigeant. D'autre part, l'aspirant agent de sécurité doit avoir un casier judiciaire (bulletin no 2) vierge.
Cependant, la loi no 2021-646 du 25 mai 2021 votée et adoptée mentionne que les ressortissants étrangers ne peuvent demander une autorisation préalable que s’ils sont titulaires d’un titre de séjour depuis au moins cinq ans (article 23).
En France, l'agent de sécurtié peut procéder à l'appréhension de présumés délinquants conformément aux dispositions de l'article 73 du Code de procédure pénale. Il rend compte immédiatement de ses constatations à la direction de l'établissement, à son chef de poste (supérieur hiérarchique direct) et rédige un rapport sur ses interventions.

### Au Québec
Au Québec, les Commissionnaires du Québec délivrent des formations accréditées par le Bureau de la sécurité privée (BSP). Son programme de formation d’agent de sécurité répond aux normes de l’Office des normes générales du Canada (ONGC). Des contrôleurs civils peuvent être formés et mobilisés, par exemple pour la dénonciation de manquement aux règles sanitaires en cas de pandémie (Covid-19).

### En Suisse
En Suisse, la formation d'agent de sécurité est couronnée par le « brevet fédéral d'agent(e) professionnel(le) de sécurité surveillance (ASS) » : le participant doit bénéficier d’une expérience professionnelle dans le domaine de la sécurité selon les exigences de l’Association des entreprises suisses de services de sécurité (AESS/VSSU).
Des auxiliaires de sécurité peuvent être formés, ils n'exercent généralement pas cette occupation à plein temps et font principalement de la surveillance de personnes.

### En Australie
Toute personne qui dirige une entreprise ou travaille dans un domaine lié à la sécurité en Australie doit être titulaire d'une licence. Chacun des six États et des deux territoires australiens dispose d'une législation distincte qui couvre toutes les activités de sécurité. Les licences sont administrées différemment dans chaque État/territoire, soit par la police, soit par le ministère de la Justice, soit par le ministère de la Consommation, soit par le ministère du Procureur général.

### Au Royaume-Uni
Conformément à la loi de 2001 sur l'industrie de la sécurité privée, le Royaume-Uni exige que tous les agents de sécurité contractuels soient titulaires d'une licence en cours de validité délivrée par l'Autorité de l'industrie de la sécurité (Security Industry Authority),,,.
La licence doit être visible pendant le service, bien que les détectives de magasin, les gardes du corps et d'autres personnes qui doivent agir sans être identifiées comme des agents de sécurité puissent bénéficier d'une autorisation. (Cette autorisation n'est pas disponible pour les dispositifs d'immobilisation des véhicules).

### Au Canada
Au Canada, la sécurité privée relève de la compétence de dix provinces canadiennes et de trois territoires. Les dix provinces canadiennes et l'un de ses territoires (le Yukon) disposent d'une législation régissant le domaine de la sécurité contractuelle. Ces onze juridictions exigent que les entreprises de sécurité et leurs employés soient titulaires d'une licence. La plupart des provinces canadiennes réglementent l'utilisation des menottes et des armes (telles que les armes à feu et les matraques) par les entreprises de sécurité contractuelle et leurs employés, soit en l'interdisant totalement, soit en ne l'autorisant que dans certaines circonstances,,.